# Rio Aguanaval
Le Rio Aguanaval est une rivière endoréique du nord-est du Mexique

## Géographie
Il prend son origine de plusieurs cours d'eau au sud de la Sierra Madre Occidentale dans l'État de Zacatecas, s'écoule vers le nord, traverse l'État de Durango et débouche dans la laguna de Viesca, située dans le Bolsón de Mapimí, dans l'État du Coahuila.
Il a une longueur de 1 081 km pour un bassin de 89 239 km2.

## Utilisation
L'eau du rio Aguanaval, avec le rio Nazas, est largement utilisée pour l'irrigation de la région de la Laguna dans l'État de Durango et Coahuila, ce qui provoque l'assèchement de son cour en aval et de la laguna Viesca, l'eau n'y parvenant alors que quelques fois lors de périodes de fortes de pluie.